# Józef Beck

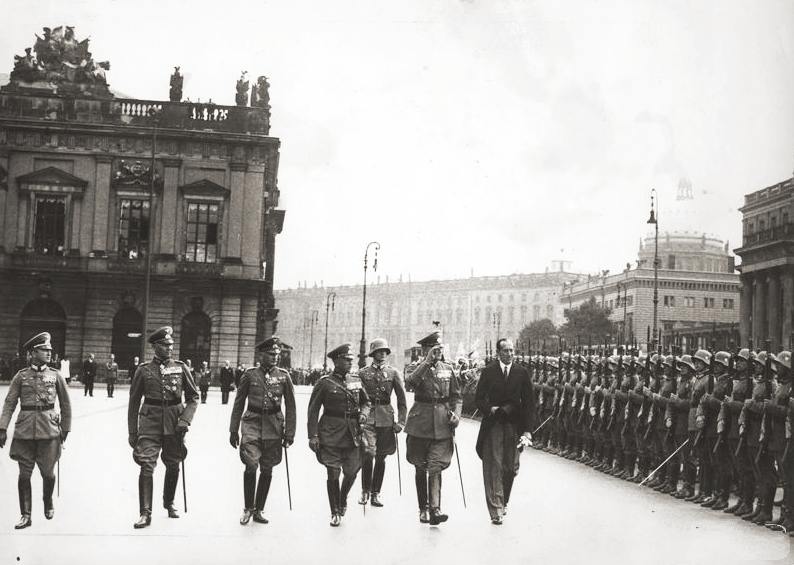
Oficiální návštěva Józefa Becka, polského ministra zahraničních věcí, v Berlíně.

Józef Beck (4. října 1894 Varšava – 5. června 1944 Stăneşti, Rumunsko) byl polský ministr zahraničí ve třicátých letech 20. století.

## Biografie
Patřil mezi klíčové muže tzv. sanačního režimu. V roce 1930 se stal náměstkem ministra zahraničí. Od roku 1932 až do roku 1939 zastával funkci ministra zahraničí. Věřil ve spolupráci s Německem. Prosazoval silně protičeskoslovenskou politiku a v roce 1938 si pod vojenským nátlakem vynutil vydání větší části Těšínska. Odmítl však požadavek Němců na město Gdaňsk a koridor přes polské území k němu. Po rozbití Československa přijal anglické záruky na nezávislost Polska. Po přepadení Polska Německem a Sovětským svazem se uchýlil spolu s vládou do Rumunska, kde byl internován. V roce 1944 v Rumunsku zemřel na tuberkulózu.

## Dílo
- Beck, Józef. Ostatni raport. Warszawa: Państwowy Instytut Wydawniczy (P.I.W.), 1987. 238 S. ISBN 83-06-01567-3.

## Fotogalerie

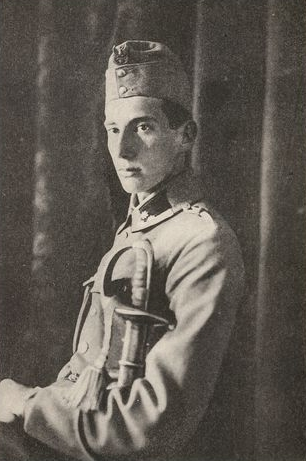
Józef Beck
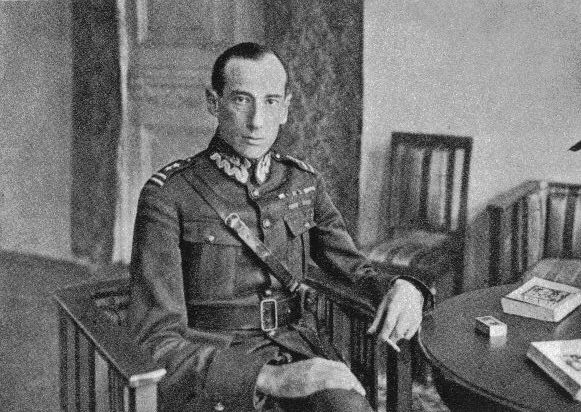
Józef Beck (1926)
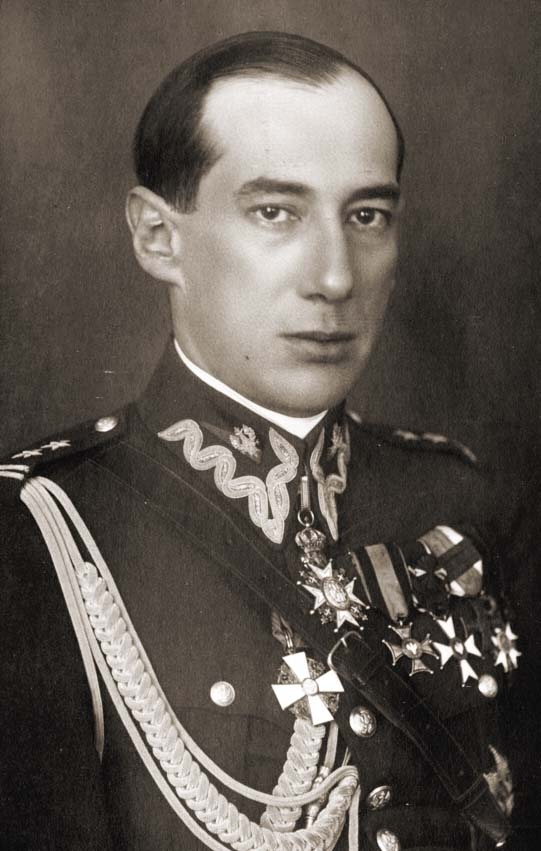
Józef Beck
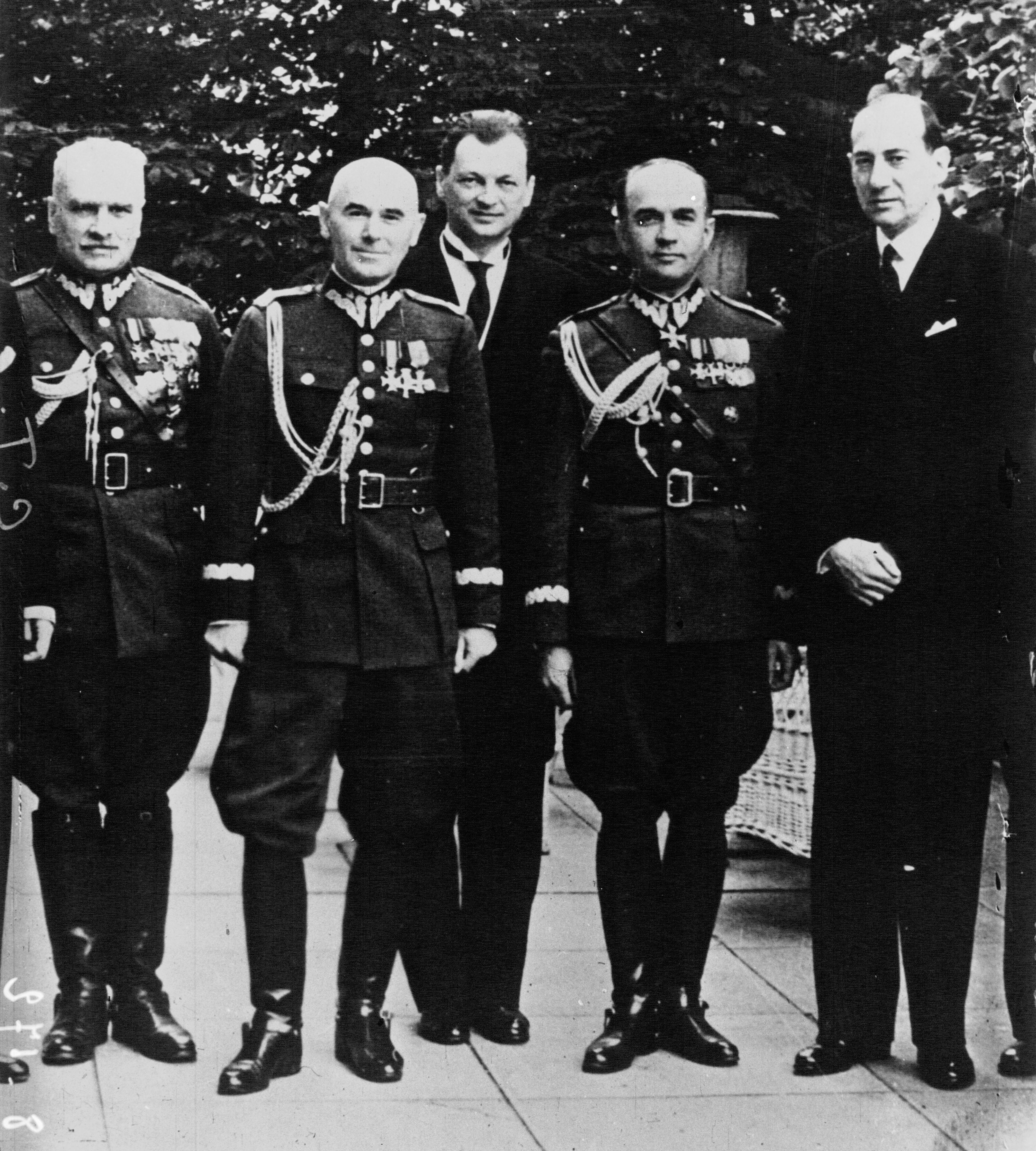
Polští ministři (1936). Zleva: Władysław Sikorski, Edward Rydz-Śmigły, Witold Grabowski, Tadeusz Kasprzycki, Józef Beck
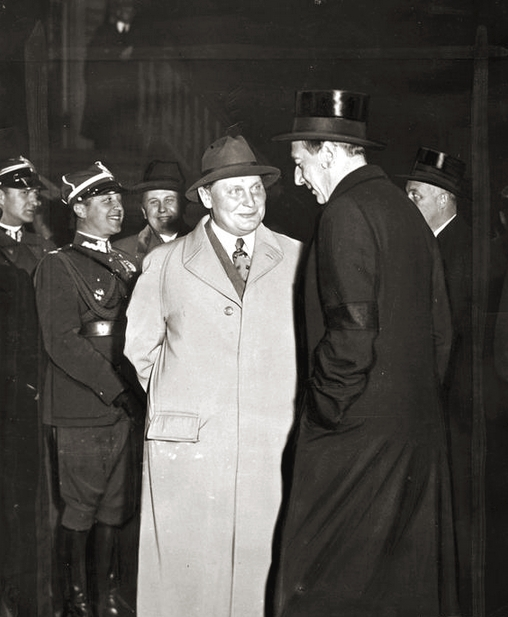
Józef Beck a Hermann Göring (Varšava, 1937)

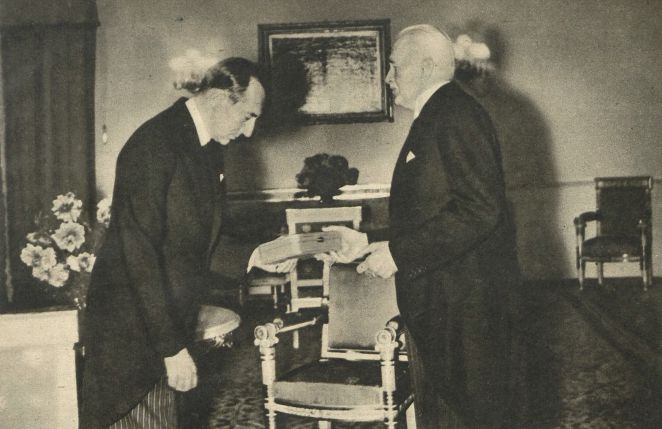
Prezident I. Mościcki při předávání Řádu bílé orlice J. Beckovi, tehdejšímu ministru zahraničních věcí. (1938)

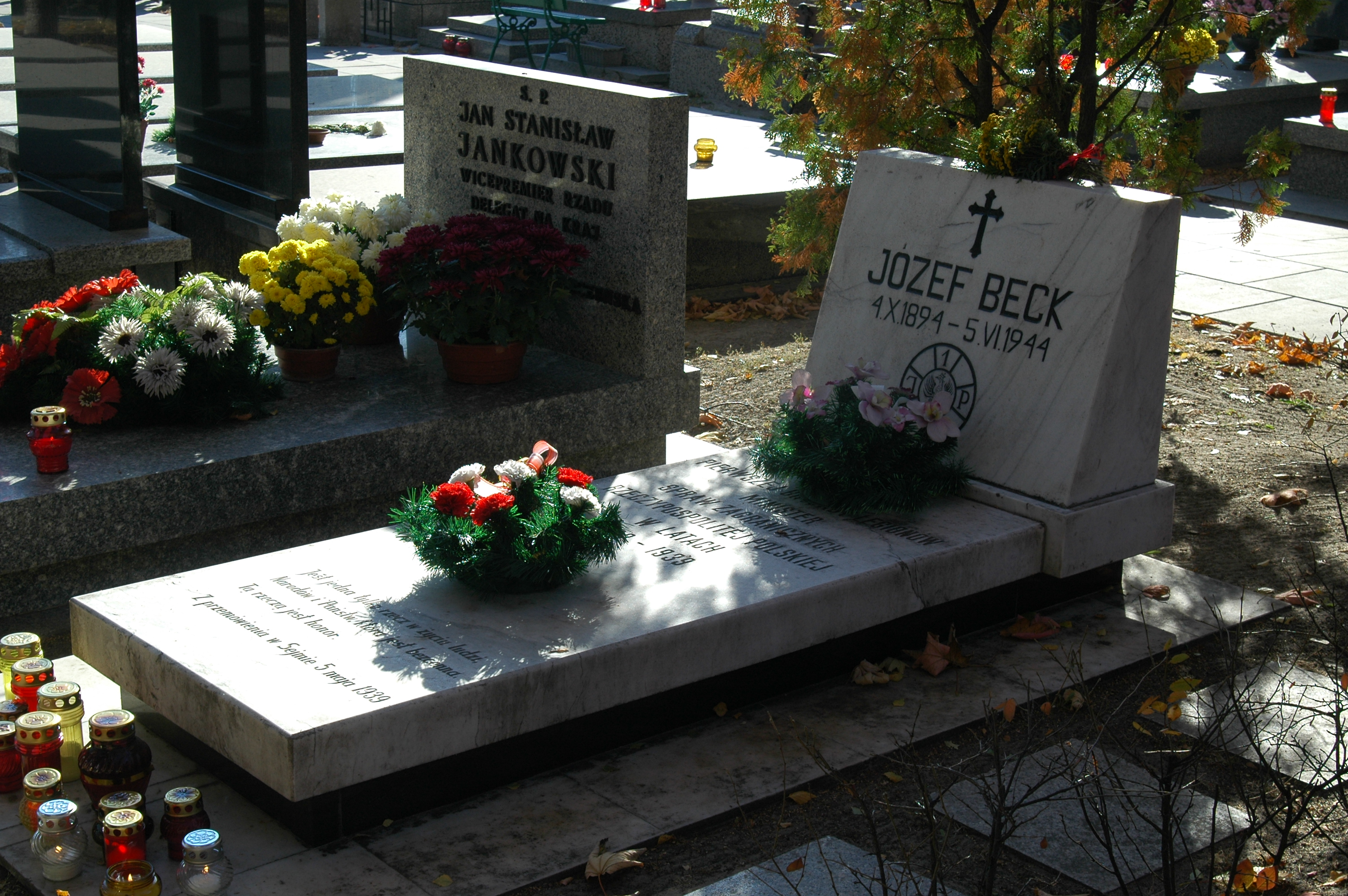
Hrob Józefa Becka ve Varšavě